# Kyo Kusanagi
Pour les articles homonymes, voir Kyo et Kusanagi (homonymie).
Kyo Kusanagi (草薙 京, Kusanagi Kyō) est l'un des principaux personnages de la série The King of Fighters et l'un des rares à être présents dans chaque édition de ce jeu depuis sa première apparition en KOF 94. Il est le seul à être sacré cinq fois champion des tournois KOF (quatre fois entre 94 et 97 avec Benimaru Nikaido/Daimon Goro et une dernière fois en 2003 avec Iori Yagami/Chizuru Kagura).

## Description
Kyo descend du légendaire clan Kusanagi (il est le fils de Saisyu Kusanagi) qui réussit, il y a 1 800 ans, à sceller Orochi. Toute la saga Orochi (KOF 94-97) relate les péripéties du nouveau réveil de celui-ci, et avec l'assistance de Chizuru et Iori (malgré sa rivalité avec ce dernier, considéré comme son ennemi juré), ils réussissent à sceller de nouveau Orochi comme l'ont fait leurs ancêtres il y a 1 800 ans.
Kyo par la suite cédera sa place de héros principal de la série à K', ayant été affaibli par des opérations menées sur lui par NESTS en vue de produire des clones manipulant ses légendaires flammes. Néanmoins il continue de participer à chaque tournoi et aidera les principaux héros dans la bataille finale contre l'organisation qui sera détruite pendant la fin du KOF 2001.
Kyo aura un rôle plus important dans la saga Ash qui commence avec KOF 2003 comme l'un des buts du nouveau principal héros Ash Crimson qui cherche à s'octroyer les pouvoirs des trois légendaires descendants. À la fin du tournoi XI, il sera vaincu par un Riot of the Blood de Iori et il fut hospitalisé mais s'échappa quelque temps après. Attaqué par 2 membres du cartel Those from the Past, il se défendit et reçut une invitation pour le KOF XIII aux côtés de Benimaru et Daimon. Après la défaite de Saiki et la disparition d'Ash Crimson à la fin du tournoi, il fut confronté face à Iori Yagami qui a récupéré son pouvoir, le combat fut féroce mais l'issue resta inconnue.

## Apparitions
Outre sa récurrence dans la série KOF, Kyo a fait sa première apparition en caméo en Fatal Fury 3 en café Pao Pao 2 et il est présent dans le dernier épisode de l'anime King of Fighters : Another Day. Il est également présent comme personnage jouable dans NeoGeo Battle Coliseum, et surtout dans les séries confrontant SNK et Capcom où il est opposé à Ryu le héros de Street Fighter.
Liste
- The King of Fighters '94
- The King of Fighters '94: Re-bout
- The King of Fighters '95
- The King of Fighters '96
- The King of Fighters '97
- The King of Fighters 98
- The King of Fighters 98: Ultimate Match
- The King of Fighters '99
- The King of Fighters 2000
- The King of Fighters 2001
- The King of Fighters 2002
- The King of Fighters 2002 Unlimited Match
- The King of Fighters 2003
- The King of Fighters XI
- The King of Fighters XII
- The King of Fighters XIII
- The King of Fighters XIV
- The King of Fighters Neowave
- KOF R1
- KOF R2
- KOF EX
- KOF EX 2
- Match of the Millennium
- Card Fighters Clash
- Card Fighters Clash 2
- Card Fighters Clash DS
- King of Fighters: Maximum Impact
- King of Fighters: Maximum Impact MANIAX
- King of Fighters: Maximum Impact 2
- Capcom vs. SNK
- Capcom VS SNK: Pro
- Capcom vs. SNK 2
- SNK vs. Capcom: SVC Chaos
- Neo Geo Battle Coliseum
- "Mobile Legends: Bang Bang (skin Valir)"

Il sera incarné par l'acteur Sean Faris dans l'adaptation cinématographique de KOF.